# Kleneu66
KLENEU 66 é um hoax (boato) difundido por correio electrónico que fala que algumas mensagens contêm vírus, mas não existe tal vírus. Em 2003 a Symantec apurou tratar-se de um mero rumor infundado. Depois de meses sem eclosão aparente de um novo falso vírus de computador, começou a circular nos últimos dias mais um hoax (trote) do género, em português. Caso você receba uma mensagem de alerta sobre um suposto vírus de nome Kleneu66, que viria em um e-mail "com uns sapatinhos vermelhos dançando" e "uma música bem alegre", desconsidere, pois tal vírus não existe.
O hoax pode ser novo, mas o estilo da mensagem é bem manjado para internautas mais experientes. O texto vem com o título "urgentíssimo", vários trechos com letras maiúsculas e um tom alarmista. A falsa praga virtual seria extremamente maléfica (capacidade de destruir o disco rígido em duas horas), ainda não teria vacina e, "segundo a AOL", entrou em circulação "ontem". Também está presente a velha recomendação de repassar a mensagem a todos os conhecidos. Ou seja, todos os elementos clássicos de um boato electrónico estão presentes.
Uma busca em alguns dos principais sites de empresas antivírus (Symantec, McAfee, F-Secure, Trend Micro, Sophos e Panda) não retornou nenhuma informação sobre qualquer código maléfico com o nome Kleneu66. Até ontem, dia 15, o Google também não trazia nenhum resultado com esta expressão, mas hoje traz uma única resposta ― justamente o link para um blog que apenas reproduz o boato, sem fornecer qualquer explicação adicional. Para um vírus tão poderoso, é um mistério que só o criador da mensagem e a AOL, que nem é especializada em segurança, tenham sido informados de sua existência, antes mesmo das empresas do setor, que investem milhões de dólares neste mercado.
Veja abaixo uma reprodução do hoax (os erros gramaticais foram corrigidos):
| “ | URGENTÍSSIMO LEIA AGORA MESMO E PASSE PARA TODO O MUNDO QUE VOCÊ CONHECE, URGENTE! Alguém está mandando por aí um e-mail com uns sapatinhos vermelhos dançando, é uma música bem alegre. No e-mail são oferecidas mais de mil músicas. Não baixe nada. É o vírus Kleneu66 !!! Se você abrir o arquivo, em DUAS HORAS seu HDD ( Hard disk drive ) estará limpo e completamente destruído. MUITO CUIDADO!!!!! Não dê download deste arquivo a ninguém em nenhuma circunstância! Este vírus entrou em circulação ontem e segundo a AOL, NÃO há antivírus disponível ainda contra o Kleneu66. Por favor, passe essa mensagem para todas as pessoas de sua lista de e-mail. Se você receber o arquivo já sabe o que fazer: NÃO BAIXE E NÃO ABRA | ” |